# ماگدالینا سیمونیان-گالوستووا
ماگدالینا آلکسی سیمونیان-گالوستووا (ارمنی: Մագդալինա Ալեքսեյի Սիմոնյան-Գալուստովա؛  ۱۴ اوت ۱۹۲۵ – ۲۱ آوریل ۲۰۰۲) یک خواننده سوپرانو اهل ارمنستان بود.  وی بین سال‌های - تا - میلادی فعالیت می‌کرد.

## زندگی‌نامه
وی در ۱۴ اوت ۱۹۲۵ در روستوف-نا-دونو به دنیا آمد و از کنسرواتوار دولتی کومیتاس ایروان فارغ‌التحصیل شد. وی در کنسرواتوار دولتی کومیتاس ایروان فعالیت می‌کرد. وی همچنین برندهٔ جوایزی همچون چهره هنری شایسته جمهوری ارمنستان (۱۹۶۴) شده است. وی در ۲۱ آوریل ۲۰۰۲ در سن ۷۶ سالگی در ایروان درگذشت. 